# Schlacht
Schlacht är det andra albumet av den svenska metalgruppen Avatar från Göteborg, utgivet i oktober 2007 av Gain Records. Björn Gelotte från In Flames deltar med ett gitarrsolo på låten Letters From Neverend. Schlach gick in på 27:e plats på Sverigetopplistans albumlista veckan den släpptes.

## Låtlista
1. Schlacht - 2:37
2. Wildflower - 2:41
3. All Which Is Black - 2:53
4. 4 AM Breakdown - 2:28
5. As It Is - 3:53
6. All Hail The Queen - 2:26
7. When Your Darkest Hour Comes - 2:03
8. I Still Hate You - 3:18
9. One/One/One/Three - 2:50
10. Die With Me - 6:02
11. The End Of Our Ride - 3:10
12. Letters From Neverend - 3:49

## Banduppsättning
- Johannes Eckerström - sång
- Jonas Jarlsby - gitarr
- Simon Andersson - gitarr
- Henrik Sandelin - bas
- John Alfredsson - trummor

### Gästmusiker
- Björn Gelotte - gitarr på Letters From Neverend

På sång på låtarna 1,4,6,8,10 och 12:
- Martin Westerstrand
- Tony Jelencovic
- Andreas Sölveström
- Henrik Blomqvist